# Sklóka
Sklóka är ett berg i Grekland.   Det ligger i regionen Kreta, i den sydöstra delen av landet, 270 km söder om huvudstaden Aten. Toppen på Sklóka är 507 meter över havet, eller 494 meter över den omgivande terrängen. Bredden vid basen är 17,6 km.
Terrängen runt Sklóka är kuperad åt nordväst, men söderut är den platt. Havet är nära Sklóka åt nordost.  Närmaste större samhälle är Chania, 13,7 km väster om Sklóka. 